# Natela Dzalamidze
Natela Georgijevna Dzalamidze (russisk: Натела Георгиевна Дзаламидзе, georgisk: ნათელა ძალამიძე, født 27. februar 1993 i Moskva, Rusland) er en professionel tennisspiller fra Georgien, som indtil 2022 repræsenterede sit fødeland, Rusland.